# Chus Mateo
Jesús Alfonso Mateo Díez (Madrid, 23 de enero de 1969), conocido como Chus Mateo, es un entrenador español de baloncesto que actualmente está sin equipo tras abandonar la disciplina del Real Madrid. 

## Biografía
Se formó en el colegio Agustiniano de Madrid y en las categorías base del Real Madrid, donde trabajó desde 1991 a 1999. Entre las temporadas 1993-94 y 1996-97 ocupa el cargo de entrenador ayudante de Ángel Pardo en las Selecciones Nacionales Júnior y Cadete.
La primera experiencia como primer entrenador fue en el  CAI Zaragoza, en LEB, al que dirigió medio año: entre junio de 2006 y enero de 2007.
En 2009 es nombrado ayudante de Sergio Scariolo en la Selección de baloncesto de España y el 8 de diciembre de 2009 asume el cargo de primer entrenador del Baloncesto Fuenlabrada tras la destitución de Luis Guil Torres.
Para 2010 el Baloncesto Fuenlabrada nombra entrenador a Salva Maldonado y Chus vuelve a ser el entrenador ayudante de éste.
El 17 de enero de 2011, se desvincula del Baloncesto Fuenlabrada para firmar hasta final de temporada con Unicaja como primer entrenador, sustituyendo a Aíto García Reneses en el banquillo malagueño, siendo esta su segunda experiencia como primer entrenador de un equipo de la Liga ACB.
El 19 de marzo de 2012, se confirma su destitución del Unicaja Málaga tras los malos resultados y la mala imagen que mostró el equipo en muchos partidos. Su sustituto fue Luis Casimiro.
Para la temporada 2012-2013, ficha por Shanxi Zhongyu de la CBA china.
En 2013 se convierte en entrenador del Baloncesto Fuenlabrada, tras la firma del contrato que le vincula al club para las dos campañas. Con ello Mateo retorna a la entidad en la que ya trabajó desde el verano de 2008 hasta enero de 2011. Entonces desempeñó labores de entrenador ayudante de Luis Guill y de Salva Maldonado, aunque también fue máximo responsable durante cuatro partidos entre la destitución del primero y la llegada del segundo.
En marzo de 2014 es destituido como entrenador del Baloncesto Fuenlabrada, el madrileño tenía al conjunto fuenlabreño decimocuarto, con siete victorias, una por encima del descenso. Es relevado por Luis Casimiro.
En julio de 2014 se convierte en nuevo ayudante de Pablo Laso en el Real Madrid, firma por dos temporadas y regresa al club blanco donde ya desempeñó labores de segundo entrenador con Scariolo, Imbroda y Lamas.
El 2 de abril de 2021 Chus Mateo dirigió como primer entrenador desde el comienzo al equipo blanco en el encuentro de Liga regular de la Euroliga contra el Olympiakos, correspondiente a la jornada 33, debido a la sanción impuesta a Pablo Laso tras su expulsión en el partido anterior.
Debido a la baja de Pablo Laso por COVID-19, Chus Mateo tomó los mandos del banquillo blanco en los partidos de liga regular de la Euroliga disputados en casa contra el ALBA Berlín (14 de diciembre de 2021) y el CSKA Moscú (23 de diciembre de 2021). Pese a las bajas, el equipo merengue ganó ambos partidos.
Desde la temporada 2022/2023 es el entrenador del Real Madrid Baloncesto. En su primera temporada gana la Supercopa de España y el 21 de mayo de 2023 el Real Madrid, dirigido por Chus Mateo, gana la undécima Copa de Europa después de una serie épica. En su segunda temporada conquista nuevamente la Supercopa y la Copa del Rey. Su tercera y última temporada al frente del conjunto blanco gana la Liga ACB.

## Trayectoria
- 1995-1997: Filial del Real Madrid. Liga EBA. Ayudante de Tirso Lorente
- 1997-1998: Real Madrid Cadete
- 1998-1999: Real Madrid Júnior
- 1999-2000: Real Madrid. Liga ACB. Ayudante de Sergio Scariolo
- 2002-2003: Real Madrid. Liga ACB. Ayudante de Javier Imbroda
- 2003-2004: Real Madrid. Liga ACB. Ayudante de Julio Lamas
- 2004-2006: Unicaja Málaga. Liga ACB. Ayudante de Sergio Scariolo
- 2006-2007: CAI Zaragoza. Liga ACB. Entrenador
- 2007-2009: Baloncesto Fuenlabrada. Liga ACB. Ayudante de Luis Guil
- 2009-2010: Baloncesto Fuenlabrada. Liga ACB. Ayudante de Salva Maldonado
- 2010-2012: Unicaja Málaga. Liga ACB. Entrenador
- 2012-2013: Shanxi Zhongyu. Liga China. Entrenador
- 2013-2014: Baloncesto Fuenlabrada. Liga ACB. Entrenador
- 2014-2022: Real Madrid. Liga ACB. Ayudante de Pablo Laso
- 2022-2025: Real Madrid. Liga ACB. Entrenador